# Gisèle Grimm
Pour les articles homonymes, voir Grimm.
Gisèle Grimm, née Gisèle Paule Klavatz le 31 mars 1929 dans le 13e arrondissement de Paris, est une actrice française.

## Biographie

### Famille et jeunesse
Gisèle Grimm, pseudonyme de Gisèle Klavatz, est une actrice française. Elle est née le 31 mars 1929 à Paris dans un milieu modeste. Son père est ferronnier d'art, puis, en 1938, il doit se reconvertir en ajusteur dans une usine d’aviation. Sa mère est infirmière, diplômée d'État.

### Formation
Ses études s'arrêtent à 17 ans au brevet élémentaire dans un cours complémentaire. Il lui faut vite apprendre un métier. Un an de secrétariat la propulse au rang de sténo-dactylo aux Messageries Maritimes à Paris. Mécontente de la grisaille de sa vie et de son salaire de misère, elle perfectionne son anglais et, après un concours sans difficulté, elle est engagée aux Nations unies et s'embarque pour New-York. Elle y reste deux ans et demi, le temps de faire partie pendant ses heures de loisir d'une troupe de comédiens amateurs dans Greenwich Village. Le temps aussi de mettre quelque argent de côté pour suivre une fois rentrée à Paris les cours de René Simon.

### Carrière
Elle commence sa carrière d'intermittente du spectacle au théâtre en 1954 sous le nom de Gisèle Clavart avec les tournées Baret dans Occupe-toi d'Amélie de Georges Feydeau (metteur en scène Roland Piétri), puis elle enchaîne les pièces sous le nom de Gisèle Grimm, en particulier dans des pièces de boulevard : Jean de Létraz, Camoletti, etc. avec un détour par Eugène Labiche (Le Prix Martin, metteur en scène Serge Bourrier), Tristan Bernard (La Petite Femme de Loth, metteur en scène Georges Vitaly), Sacha Guitry (Faisons un rêve, en tournée avec Robert Lamoureux, metteur en scène) ... Vingt pièces au total, jusqu'en 1996-1997, dont Oscar de Claude Magnier (metteur en scène Pierre Mondy).
Parallèlement, on la voit au cinéma dans de nombreux petits rôles, entre autres, dans Cigarettes, whisky et P'tites Pépées avec Annie Cordy, Archimède le clochard avec Jean Gabin, Léon Morin, prêtre avec Jean-Paul Belmondo, La Provinciale avec Nathalie Baye, Les Galettes de Pont-Aven où elle est l'épouse de Jean-Pierre Marielle, etc.
Elle apparaît aussi à la télévision où elle enchaîne films et séries tv dans lesquels elle joue aussi bien des femmes élégantes appartenant à l’aristocratie : Aurore et Victorien (1975, Jean-Paul Carrère), Joséphine ou la Comédie des ambitions (1979, Robert Mazoyer), Le Tourbillon des jours (1979, Jacques Doniol-Valcroze), ... que des personnages plus pittoresques : Messieurs les jurés (1977, Jacques Krier), Madame le juge (1978, Claude Barma), Ressac (1979, Juan Luis Buñuel), etc.
Mais c'est au théâtre que Gisèle Grimm est reconnue comme une vraie comédienne, en particulier dans la pièce Merci Apolline de Geneviève Martin (mise en scène de Bernard Ristroph, au petit Théâtre du Tourtour à Paris, 1983), dans laquelle elle campe le rôle d'une femme de ménage kidnappée avec un P.D.G. par des gangsters: "tout à la fois humble et courageuse, magnifique et émouvante, une vieille fille sans âge, sans vie, sans passé", écrit un critique.
En 2005, Gisèle Grimm publie un site internet consacré à l'œuvre de sa fille Ariane Grimm.

### Vie privée
Elle est la mère de la jeune diariste Ariane Grimm (1967-1985) dont les premiers écrits et le journal ont été portés à la connaissance du public scientifique par l'étude et les articles de Philippe Lejeune, spécialiste de l’autobiographie.

## Filmographie partielle

### Cinéma
- 1956 : Je reviendrai à Kandara de Victor Vicas
- 1958 : Un drôle de dimanche de Marc Allégret : La secrétaire de Sartori
- 1958 : Prisons de femmes de Maurice Cloche
- 1959 : Cigarettes, Whisky et P'tites Pépées de Maurice Régamey : Elisabeth
- 1959 : 125, rue Montmartre, de Gilles Grangier : l'amie de Raymond
- 1959 : La Femme et le Pantin de Julien Duvivier
- 1959 : Archimède le clochard de Gilles Grangier : Une invitée chez Mme Marjorie
- 1961 : Léon Morin, prêtre de Jean-Pierre Melville : Lucienne
- 1962 : L'assassin est dans l'annuaire de Léo Joannon : Annette
- 1963 : Ballade pour un voyou de Jean-Claude Bonnardot : La coiffeuse
- 1964 : Trafics dans l'ombre d'Antoine d'Ormesson : Mme Giunelli
- 1966 : La Bourse et la Vie de Jean-Pierre Mocky : La secrétaire du notaire
- 1966 : La Fantastique Histoire vraie d'Eddie Chapman (Triple Cross) de Terence Young : Major Lawrence
- 1974 : Impossible... pas français de Robert Lamoureux
- 1974 : La Bonzesse de François Jouffa
- 1975 : Les Galettes de Pont-Aven de Joël Séria : La femme d'Henri
- 1978 : Brigade mondaine de Jacques Scandelari : Madame Pandolini
- 1981 : Le Cadeau de Michel Lang
- 1985 : Le Mariage du siècle de Philippe Galland

### Doublage
- 1976 : Les Douze Travaux d'Astérix de René Goscinny et Albert Uderzo : voix féminines additionnelles
- 1978 : La Ballade des Dalton de René Goscinny et Morris : voix féminines additionnelles

### Télévision
- 1969 : Les Chevaliers du ciel (saison 2) : Juanita
- 1970 : Les Aventures de Zadig de Claude-Jean Bonnardot : Missouf
- 1972 : La Demoiselle d'Avignon de Michel Wyn :
- 1973 : Molière pour rire et pour pleurer de Marcel Camus
- 1973 : Au théâtre ce soir : Pique-nique en ville de Georges de Tervagne, mise en scène Jacques-Henri Duval, réalisation Georges Folgoas, théâtre Marigny
- 1974 : Un curé de choc (26 épisodes de 13 minutes) de Philippe Arnal
- 1975 : Les Cinq Dernières Minutes, épisode, La mémoire longue de Claude Loursais : Mme Pierrefort
- 1976 : Vaincre à Olympie (Téléfilm), de Michel Subiela
- 1977 : Minichronique de René Goscinny et Jean-Marie Coldefy, épisode Bruits et chuchotements : Mme Duvallon
- 1977 : Les Jeunes Filles de Lazare Iglesis
- 1977 : Dossier danger immédiat (Épisode "En verre et contre tous") de Claude Barma
- 1977 : Messieurs les jurés : L'Affaire Vilquier de Jacques Krier
- 1978 : Madame le juge, de Claude Barma (série TV), épisode : M. Bais
- 1979 : Le Tourbillon des jours, de Jacques Doniol-Valcroze
- 1979 : Joséphine ou la Comédie des ambitions, de Robert Mazoyer
- 1980 : Les Cinq Dernières Minutes Jean-Yves Jeudy, épisode Un parfum d'Angélique
- 1981 : Julien Fontanes, magistrat (série télévisée, épisode La dixième plaie d'Égypte de Patrick Jamain
- 1982 : Médecins de nuit de Gérard Clément, épisode : Le Bizutage (série télévisée)
- 1984 : Les Enquêtes du commissaire Maigret, épisode : Maigret à Vichy d'Alain Levent
- 1988 : Les Enquêtes du commissaire Maigret : La morte qui assassina de Youri

## Théâtre
- 1956 : Occupe-toi d'Amélie de Georges Feydeau, mise en scène Roland Piétri, Tournée Baret
- 1956 : Virginie de Michel André, mise en scène Christian-Gérard, Théâtre Daunou
- 1957 : La Petite Femme de Loth de Tristan Bernard, mise en scène Georges Vitaly
- 1958 : La Brune que voilà de Robert Lamoureux, mise en scène de l’auteur, Théâtre des Célestins
- 1960 : La Bonne Anna de Marc Camoletti, mise en scène Michel de Ré
- 1961 : Remue-ménage de Pierre Leloir, mise en scène Jean Marchat, Comédie-Wagram
- 1963 : Boeing-Boeing de Marc Camoletti, mise en scène Christian-Gérard
- 1964 : Moumou de Jean de Létraz, mise en scène Jean Le Poulain
- 1969 : Le Cœur sous le paillasson d'après Harold Brooke et Kay Bannerman, mise en scène Michel Vocoret
- 1971 : Flash de Claude Dufresne et Marc-Cab, mise en scène Michel Vocoret
- 1983 : Merci Apolline de Geneviève Martin, mise en scène Bernard Ristroph
- 1989 : Dans la nuit, la liberté d'après Frédéric Dard, mise en scène Robert Hossein
- 1996 : Oscar de Claude Magnier, mise en scène Pierre Mondy